# Atlas topographique de la Suisse

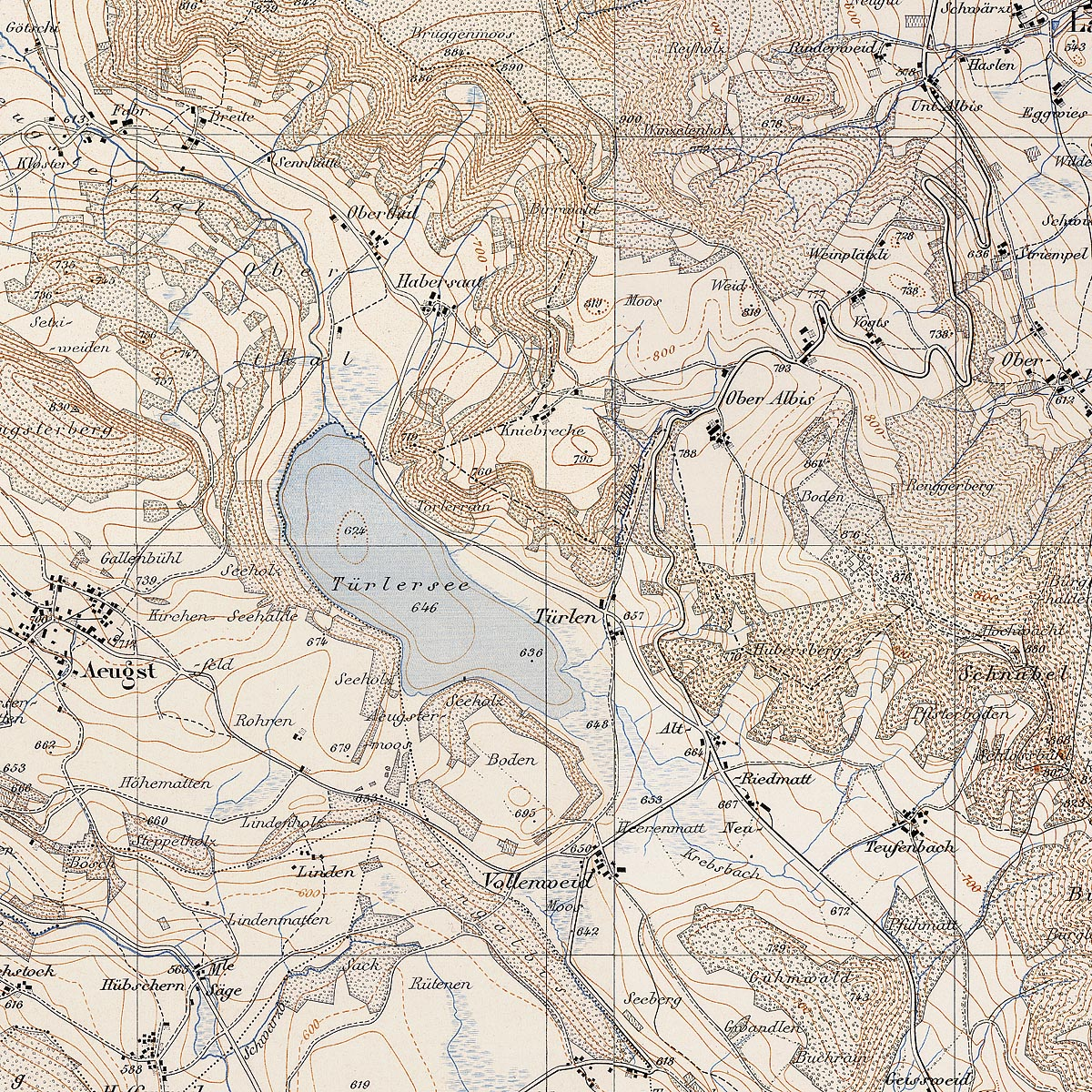
Carte Siegfried de la région du Türlersee dans le canton de Zurich.

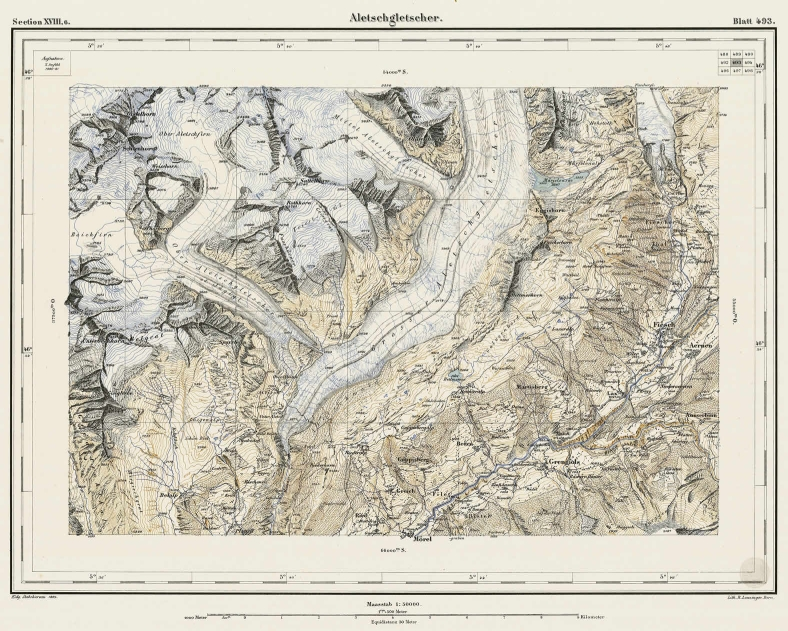
Région du glacier d'Aletsch (par Rudolf Leuzinger, 1882). Il est intéressant d’observer la superficie du lac de Märjelen et l'étendue du glacier et de les comparer aux données actuelles.

Pour les articles homonymes, voir Atlas.
L'Atlas topographique de la Suisse reçut ultérieurement le nom de «carte Siegfried» (nom officiel en allemand : Topographischer Atlas der Schweiz) est un atlas de la Suisse réalisé entre 1870 et 1926 sous la direction d'Hermann Siegfried du Bureau topographique fédéral. La mise en œuvre de cet atlas fut facilitée par les travaux effectués pour la carte Dufour, puis ceux de la Commission géodésique suisse dans le cadre de l'Association géodésique internationale. La carte Siegfried offrait une plus grande précision que la carte Dufour grâce à une échelle de 1:25 000 pour le plateau suisse, les Préalpes, le Jura et le Sud du Tessin, et de 1:50 000 pour les Alpes.

## Caractéristiques
L'atlas fut initialement composé de 462 planches pour les premières mesures au 1:25 000, suivies de 142 autres planches pour les régions alpines au 1:50 000. Le format 35 x 24 cm d'une carte était commun aux deux échelles. Une autre différence significative par rapport à la carte Dufour était la présence de courbes de niveau pour représenter le relief (au pas de 10 mètres pour le 1:25 000 et 30 mètres pour le 1:50 000). De plus, trois couleurs furent directement utilisées pour l'impression (brun pour les courbes de niveau, bleu pour les plans d'eau et noir pour le reste), alors que la carte Dufour était initialement en monochrome. La projection utilisée était une conique équivalente, tout comme la carte Dufour.
Le mode d'impression utilisé pour les cartes aux 1:25 000 était une impression en creux et une impression à plat dès 1905. Les cartes aux 1:50 000 étaient imprimées grâce à un procédé de lithographie et par taille-douce dès 1910.
Dès 1890, la triangulation primordiale de la Suisse (1826-1837) qui avait servi de base à la carte Dufour est remplacée par les points du réseau publié par la Commission géodésique suisse. Ce réseau est fondé sur l'ellipsoïde de Bessel.
Les mises à jour eurent lieu jusqu'en 1949. La carte Dufour et la carte Siegfried furent définitivement remplacées par les nouvelles cartes de la Suisse en 1952.

## La cartographie suisse et l'adoption du mètre

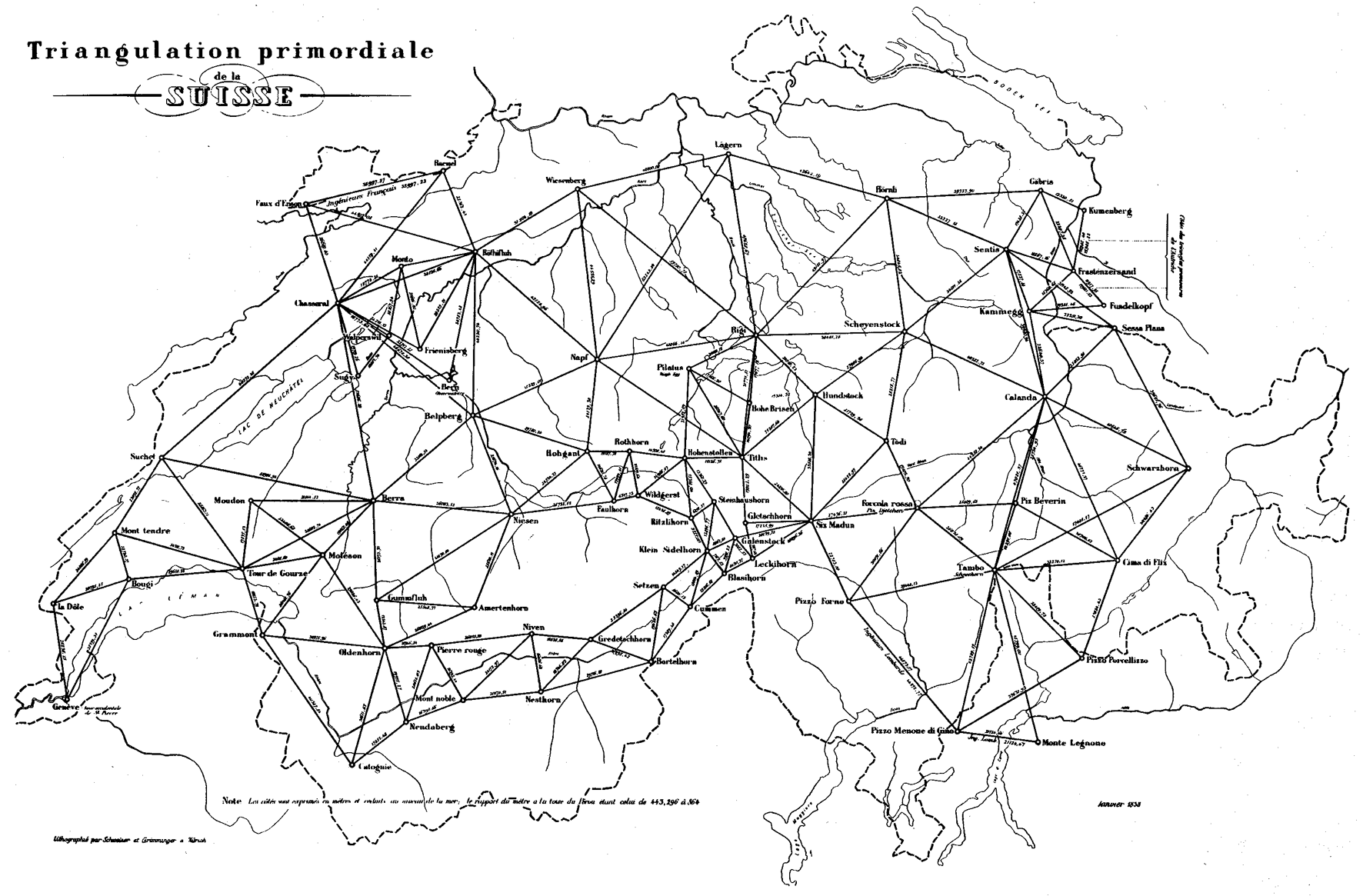
Triangulation primordiale de la Suisse (1826-1837).

Après la réunion des cantons de Neuchâtel, du Valais et de Genève à la Suisse en 1815, Guillaume Henri Dufour publie la première carte officielle de la Suisse pour laquelle le mètre est adopté comme unité de longueur,. Il fonde en 1838 à Genève un bureau topographique (futur Office fédéral de topographie) et dirige la publication de la première carte officielle de la Suisse entre 1845 et 1864 établie sur la base de nouvelles mensuration cantonales. Un officier franco-suisse, Louis Napoléon Bonaparte assiste à la mesure d’une base près de Zurich pour la carte Dufour qui gagnera la médaille d’or à l’Exposition Universelle de 1855,. Les bases de la triangulation de cette carte sont mesurées en 1834 au moyen de règles de trois toises de longueur étalonnées sur la toise de Repsold (égale à la toise fabriquée en 1821 par Jean-Nicolas Fortin pour Friedrich Georg Wilhelm von Struve),.
Une de ces bases située dans le Grand-Marais entre Walperswil et Sugiez avait également déjà été mesurée par Johann Georg Tralles et Ferdinand Rudolph Hassler. Durant son séjour en Suisse, Tralles s’intéresse à la géodésie. Il effectue la triangulation de l’Oberland bernois, puis de l’ensemble du canton de Berne. Ces travaux valurent à Tralles d’être désigné comme représentant de la République helvétique au comité scientifique international réuni à Paris de 1798 à 1799 pour déterminer la longueur du mètre,. En 1801, la République helvétique à l'instigation de Johann Georg Tralles promulgue une loi introduisant le système métrique qui n'est jamais appliquée, car en 1803 la compétence pour les poids et mesures revient aux cantons. Sur le territoire de l'actuel canton du Jura, alors annexé à la France (Mont-Terrible), le mètre est adopté en 1800. Le canton de Genève adopte le système métrique en 1813, le canton de Vaud en 1822, le canton du Valais en 1824 et le canton de Neuchâtel en 1857.
Douze cantons du Plateau suisse et du nord-est adoptent en 1835 un concordat basé sur le pied fédéral (exactement 0,3 m) qui entre en vigueur en 1836,. Les cantons de Suisse centrale et orientale, ainsi que le Les cantons alpins continuent à utiliser les anciennes mesures. Selon la Constitution de 1848, le pied fédéral doit entrer en vigueur dans tout le pays. Au côté de Guillaume Henri Dufour, Élie Ritter milite en faveur du maintien du système métrique décimal dans les cantons romands et contre l’uniformisation des poids et mesures en Suisse sur la base du pied métrique,. En 1868, le système métrique sera légalisé aux côtés du pied fédéral, ce qui constituera un premier pas vers son introduction définitive. Les étalonneurs cantonaux seront supervisés par un Bureau fédéral de vérification, créé en 1862, dont la gestion sera confiée à Heinrich von Wild à partir de 1864,.
Hermann Siegfried succède à Guillaume Henri Dufour en 1866 à la direction du Bureau topographique qui est transféré à Berne en 1868. Il dirige la publication des 604 feuilles de l'Atlas topographique de la Suisse qui paraîtront entre 1870 et 1926. Siegfied devient membre de la Commission géodésique suisse dès 1873.

## La mesure des bases géodésiques de l'Atlas topographique de la Suisse

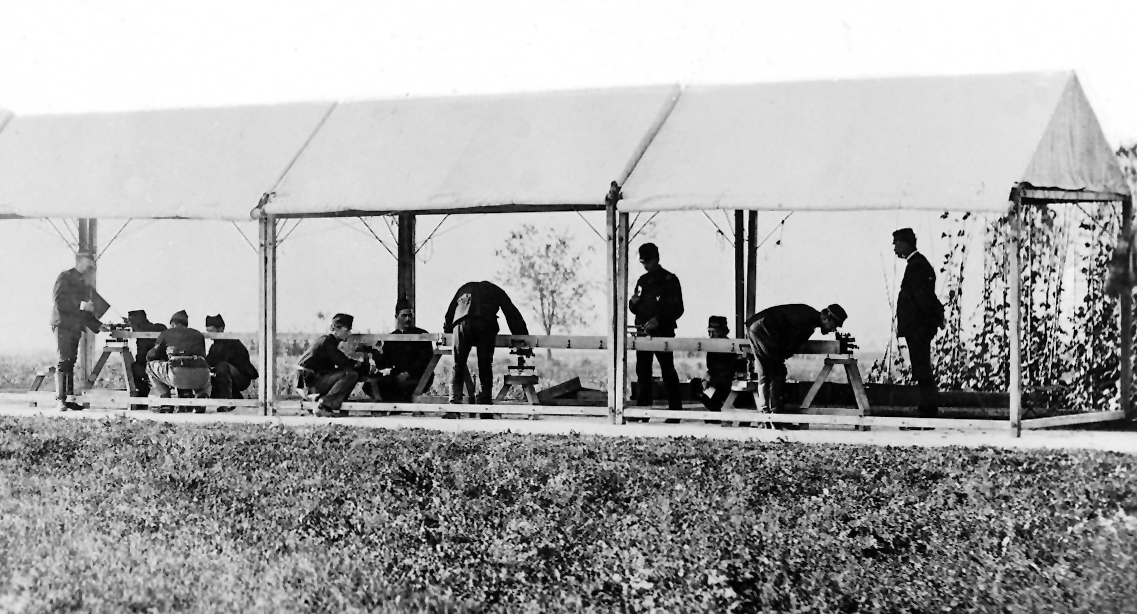
Mesure de la base d'Aarberg en 1880 au moyen de l'appareil Ibáñez, une règle unique à traits munie de thermomètres et de microscopes, selon un concept développé pour la première fois en Suisse par Johann Georg Tralles et Ferdinand Rudolph Hassler.

La règle espagnole se compose de deux règles en platine et en cuivre de 4 mètres de longueur formant par leur superposition un thermomètre métallique. Lorsque Ibáñez mesure, en 1858-59, avec la Règle espagnole, la base centrale de la triangulation d'Espagne, près de Madridejos, dans la province de Tolède, il trouve comme résultat de cette opération modèle la longueur de 14664,5 m ± 0,0025 m, et les deux mensurations de la partie centrale, longue de 2766,9 m, s'accordent à 0,19 mm près. Le même degré de précision est obtenu avec l'appareil mono-métallique en fer pour les huit autres bases qu'lbáñez mesure plus tard en Espagne, de 1865 à 1879, ainsi que pour les trois bases suisses, qui sont déterminées avec une erreur kilométrique de 0,43 mm. En effet, Carlos Ibáñez e Ibáñez de Ibero conçoit un second appareil plus maniable construit avec une règle mono-métallique en fer dotée de thermomètres à mercure, utilisés pour corriger l'augmentation de longueur de la règle provoquée par la dilatation du métal sous l'effet de la température. Cet instrument sera appelé l'appareil Ibáñez et est réalisé à Paris par les frères Brunner. Légèrement moins précis, il permet d'augmenter la vitesse des relevés,. L'appareil Ibáñez sera également utilisé en Suisse pour la mesures des bases géodésiques d'Aarberg, Weinfelden et Bellinzone. Les examens minutieux et répétés de la longueur de l'appareil Ibáñez effectués entre 1865 et 1885 montreront une modification de l'état moléculaire de la règle qui se manifeste par une augmentation de son coefficient de dilatation dont la cause est attribuée à l'époque à son transport rapide en train depuis l'Espagne jusqu'en Suisse.